# والتر لودفيغ
والثر لودفيغ (بالألمانية: Walther Ludwig)‏ هو مغني أوبرا ومغني ألماني، ولد في 17 مارس 1902 في باد أوينهاوزن في ألمانيا، وتوفي في 15 مايو 1981 في لار في ألمانيا.

## وصلات خارجية
- فالتر لودفيغ على موقع IMDb (الإنجليزية)
- فالتر لودفيغ على موقع مونزينجر (الألمانية)
- فالتر لودفيغ على موقع ميوزك برينز (الإنجليزية)
- فالتر لودفيغ على موقع ميوزك برينز (الإنجليزية)
- فالتر لودفيغ على موقع قاعدة بيانات الأفلام السويدية (السويدية)
- فالتر لودفيغ على موقع أول ميوزيك (الإنجليزية)
- فالتر لودفيغ على موقع ديسكوغز (الإنجليزية)
- فالتر لودفيغ على موقع كينوبويسك (الروسية)